# Episodi di Channel Zero (prima stagione)
La prima stagione della serie televisiva Channel Zero, composta da 6 episodi, è stata trasmessa in prima visione negli Stati Uniti da Syfy dall'11 ottobre 2016 al 15 novembre 2016.
Tutti i sei episodi sono stati diretti da Craig William Macneill.
| nº | Titolo originale            | Titolo italiano                 | Pubblicazione negli USA | Prima TV Italia |
| -- | --------------------------- | ------------------------------- | ----------------------- | --------------- |
| 1  | You Have to Go Inside       | Devi entrare là dentro          | 11 ottobre 2016         |                 |
| 2  | I'll Hold Your Hand         | Ti terrò per mano               | 18 ottobre 2016         |                 |
| 3  | Want to See Something Cool? | Vuoi vedere una cosa da sballo? | 25 ottobre 2016         |                 |
| 4  | A Strange Vessel            | Una strana nave                 | 1 novembre 2016         |                 |
| 5  | Guest of Honor              | L'ospite d'onore                | 8 novembre 2016         |                 |
| 6  | Welcome Home                | Benvenuto a casa                | 15 novembre 2016        |                 |

## Devi entrare là dentro
- Titolo originale: You Have to Go Inside
- Diretto da: Craig William Macneill
- Scritto da: Nick Antosca

## Ti terrò per mano
- Titolo originale: I'll Hold Your Hand
- Diretto da: Craig William Macneill
- Scritto da: Don Mancini, Nick Antosca

## Vuoi vedere una cosa da sballo?
- Titolo originale: Want to See Something Cool?
- Diretto da: Craig William Macneill
- Scritto da: Harley Peyton

## Una strana nave
- Titolo originale: A Strange Vessel
- Diretto da: Craig William Macneill
- Scritto da: Erica Saleh, Nick Antosca

## L'ospite d'onore
- Titolo originale: Guest of Honor
- Diretto da: Craig William Macneill
- Scritto da: Katie Gruel, Mallory Westfall

## Benvenuto a casa
- Titolo originale: Welcome Home
- Diretto da: Craig William Macneill
- Scritto da: Nick Antosca, Harley Peyton, Don Mancini